# Firestriker
Firestriker (ホーリーストライカー?, Holy Striker) è un videogioco d'azione del 1993 pubblicato da Hect per Super Nintendo Entertainment System.

## Trama
Il protagonista del gioco è Slader, un giovane cavaliere che ha il compito di liberare i Firestriker per affrontare il mago Wylde.

## Modalità di gioco
Firestriker combina elementi del flipper e di Breakout in un'avventura fantasy. È prevista una modalità multigiocatore in co-op.